# سپو سایرانن
سپو سایرانن (فنلاندی: Seppo Sairanen؛ زادهٔ ۲۳ مارس ۱۹۵۲) بازیکن فوتبال اهل فنلاند بود.
از باشگاه‌هایی که در آن بازی کرده‌است می‌توان به باشگاه فوتبال ایلوس اشاره کرد.
وی همچنین در تیم ملی فوتبال فنلاند بازی کرده‌است.